# Marcus Gjøe Rosenkrantz
Marcus Gjøe Rosenkrantz (Vigvoll, 1762 – Christiania, 1838) è stato un politico norvegese.
Fu primo ministro della Norvegia dal 1814 al 1815.